# イアン・フレミング
イアン・ランカスター・フレミング（Ian Lancaster Fleming、1908年5月28日 - 1964年8月12日）は、英国の作家。『ジェームズ・ボンド』シリーズの著作で最もよく知られている。ウェストミンスター・メイフェア出身。

## 来歴
1908年にウェストミンスター・メイフェアで4人兄弟の次男として生まれる。祖父はスコットランドで投資銀行を創業し成功した人物で、金融業界では非常に有名であった。父親は政治家で当時議員だったウィンストン・チャーチルの友人でもあった。フレミングは父や兄に倣って名門のイートン校に入学。2年連続で校内のスポーツ・チャンピオンに輝くなど才能を見せたが、夜遊びなどの問題行動から問題児のレッテルを張られ、母親に中退させられる。陸軍士官学校でも退学し、オーストリアで語学を学んだ後、ミュンヘン大学やジェノヴァ大学で短期間学ぶ。外務省の入省試験では不合格となり、ロイター通信社に就職することとなった。
1939年、英国海軍諜報部の部長のジョン・ゴドフリー提督の私設秘書として働き始める。中尉から少佐に昇格し、指揮官として諜報部隊を統括するようになる。フレミングが統括した「30 A U」と呼ばれる奇襲補助部隊は第二次世界大戦において活躍し、英連合軍に多大な貢献を果たした。また、「ゴールデンアイ作戦」などの指揮を執った。
終戦後はサンデー・タイムズ紙の親会社であるケムスリー新聞社に勤務し、世界中に派遣されている特派員を統括した。雇用契約には毎年2か月間の休暇が盛り込まれており、休暇中はロンドンを離れてジャマイカの別荘ゴールデンアイで過ごした。

### 作家
フレミングは休暇を利用して毎年1冊のペースで小説を書き上げた。
1953年に、戦時中などの経験をもとに「ジェームズ・ボンド」シリーズ第1作となる長編『カジノ・ロワイヤル』を発表する。イギリスでハードカバー版が発売され、フレミングが表紙をデザインし、大ヒットとなった。
1961年、ライフ誌の記事で『ロシアより愛をこめて』がケネディ大統領のお気に入りの本10選に選ばれた。これがきっかけで売り上げが急上昇し、フレミングはアメリカで最も売れている推理小説家になった。フレミングはこの作品を自身の最高傑作と考えていた。
同年6月、フレミングはボンド小説と短編の映画権をハリー・サルツマンに売却した。映画でのショーン・コネリーのボンドの描写は文学上のキャラクターにも影響を与え、映画公開後の最初の本『007は二度死ぬ』では以前の作品には見られなかったユーモアのセンスをボンドに与えた。
1964年、『黄金の銃をもつ男』を校正中に心臓麻痺で死去（56歳）。『黄金の銃を持つ男』と、『オクトパシー』はフレミングの死後に出版された。

## 007シリーズ
映画からは窺えないが、著作（007シリーズ）内では食事シーンが実に克明に描かれており、フレミング本人も大変な美食家であったと伝えられている。そのためか、主人公のジェームズ・ボンドも不健康という設定であるが、フレミングもまた早い段階から心臓血管の疾患をかかえて生活しており、映画化された自分の作品は、映画における第2作『007 ロシアより愛をこめて』までしか目にすることができなかった。
1990年にイアン・フレミング自身を題材にした映画『スパイメーカー』が公開された。監督はフェルディナンド・フェアファックス、主演はジェイソン・コネリー（ショーン・コネリーの息子）。ただしこの作品の趣旨は「ヤング・ジェームズ・ボンド」とでも呼ぶべき、ボンドとフレミングを同一視したうえでその若い時代を描くという娯楽フィクションで、伝記ものではない。実際のフレミングは確かに海外情報部勤務であったがデスクワークが主体であり、任務を帯びて敵地に潜入する立場にはなかった。
2014年にフレミングの諜報員時代がBBCの製作で全4話のテレビミニシリーズ『ジェームズ・ボンドを夢見た男』として映像化され、日本ではWOWOWで放送された。
またフレミングの未発表原稿をめぐるミステリーに、ミッチ・シルヴァー『イアン・フレミング極秘文書』（上野元美訳、小学館文庫、2008年）がある。

## プライベート
妻は元ロザミア子爵夫人アン（旧姓チャータリス、1981年没、フレミングとは3回目の結婚）。息子はカスパー（1975年没）。従兄弟には『吸血鬼ドラキュラ』などに出演した俳優のクリストファー・リーがいる（リーは、映画『007/黄金銃を持つ男』で敵役であるスカラマンガを演じた）。また、『チャーリーとチョコレート工場』などで知られる同じく英国の作家ロアルド・ダールと親交があり、ダールは『007は二度死ぬ』と『チキ・チキ・バン・バン』映画版の脚本を書いた。

## 著作リスト

### 長編
- 「ジェームズ・ボンド」シリーズ。各・文庫判
  - 『カジノ・ロワイヤル』Casino Royale (You Asked for It)（1953）（東京創元社）
  - 『死ぬのは奴らだ』Live and Let Die (1954)（早川書房）
  - 『ムーンレイカー』Moonraker (Too Hot to Handle)(1955)（東京創元社）
  - 『ダイヤモンドは永遠に』Diamonds are Forever (1956)（東京創元社）
  - 『ロシアから愛をこめて』From Russia, With Love（1957）（東京創元社）
  - 『ドクター・ノオ』 Doctor No (1958)（早川書房）
  - 『ゴールドフィンガー』Goldfinger (1959)（早川書房）
  - 『サンダーボール作戦』Thunderball (1961)（早川書房）
  - 『わたしを愛したスパイ』The Spy Who Loved Me (1962)（早川書房）
  - 『女王陛下の007』On Her Majesty's Secret Service (1963)（早川書房）
  - 『007は二度死ぬ』You Only Live Twice (1964)（早川書房）
  - 『007号/黄金の銃をもつ男』The Man with the Golden Gun (1965)（早川書房）
- 『チキ・チキ・バン・バン（空とぶ自動車）』Chitty-Chitty-Bang-Bang (1964)

### 短編集
- 『007号の冒険』For Your Eyes Only: Five Secret Occasions in the Life of James Bond（1960）（東京創元社）
新版再刊では「バラと拳銃」に改題。改版で「薔薇と拳銃」に再改題（井上一夫訳、創元推理文庫）
  - 「バラと拳銃」From a View To A KIll
  - 「読後焼却すべし」For Your Eyes Only
  - 「ナッソーの夜」Quantum of Solace
  - 「危険」Risico
  - 「珍魚ヒルデブランド」The Hildebrand Rarity
- 『007号/ベルリン脱出』Octopussy and the Living Daylights（1966）（早川書房）
新版再刊では「オクトパシー」に改題（井上一夫訳、ハヤカワ・ミステリ文庫）
  - 「007号の追求」Octopussy

新版では「オクトパシー」と改題
  - 「007号の商略」Property of A Lady

新版では「所有者はある女性」と改題
  - 「007号/ベルリン脱出」The Living Daylights

新版では「ベルリン脱出」と改題

### ノンフィクション
- 『ダイヤモンド密輸作戦』The Diamond Smugglers（1957）早川書房
- 『007号/世界を行く』Thrilling Cities（1963）早川書房
- 『続007号/世界を行く』Thrilling Cities（1963）早川書房